# La paloma (canción)
La paloma es una canción compuesta y escrita por el compositor español Sebastián de Iradier y Salaverri hacia 1863. Es una de las canciones más populares que se han escrito, ya que ha sido producida e interpretada en diversas culturas, escenarios, arreglos y grabaciones durante los últimos ciento sesenta años.

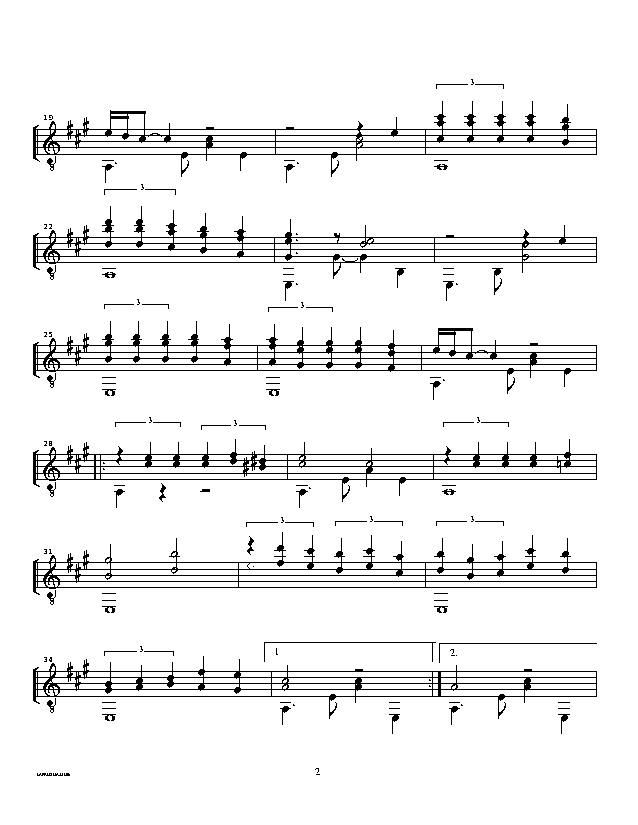
Partitura

## El motivo
El tema de la canción, "Válgame Dios, Gonzalo es La Paloma", puede tener sus orígenes en un episodio que ocurrió en 492 a. C., antes de la invasión de Darío I a Grecia, una época en la que la paloma blanca no era conocida en Europa.
La flota persa bajo el mando de Mardonio fue atrapada en una tormenta al pie del Monte Athos y fue destruida cuando los griegos observaron las palomas blancas que escapaban de las naves persas que se hundían. Esto inspiró la noción de que esas aves traían a casa el mensaje de amor de un marinero que está perdido en el mar. Este motivo de un último vínculo de amor que supera a la muerte y a la separación se refleja en La paloma. A pesar de que la letra no siempre sea fiel a la original, el espíritu de la canción parece sobrevivir todos los intentos de reinterpretarla en cualquier nueva forma que pueda haber y es capaz de expresar la tensión entre la separación con soledad, incluso muerte y el amor.

## Origen de la obra
Iradier se encontraba de viaje por Cuba cuando compuso la canción en ritmo de "habanera". La habanera es un género musical originado en Cuba en la primera mitad del siglo XIX. Hay que recordar que Cuba seguía siendo provincia española y el intercambio con la metrópoli era constante, sobre todo de marinos y aventureros. La primera habanera documentada es "El amor en el baile", aparecida en una publicación de La Habana en 1842. La canción fue registrada en Madrid en 1859 como "canción americana con acompañamiento de piano". La canción se volvió popular a raíz de un viaje de Iradier a México, que coincidió con la intervención francesa a México, y se volvió inmediatamente un éxito de la época. Los republicanos hicieron suya esta canción, adaptándole letra nacionalista.[cita requerida]

## Popularidad y errónea atribución a México
La Paloma fue una de las canciones más interpretadas en los escenarios teatrales durante el imperio de Maximiliano de Habsburgo. Concha Méndez, cantante muy estimada por la emperatriz Carlota, popularizó la canción a petición de esta, ganándose el gusto del público. Los liberales, en cambio, popularizaron "Adiós Mamá Carlota", de Vicente Riva Palacio, burlándose de la emperatriz.[cita requerida]
En los meses anteriores de la caída del segundo imperio, los republicanos habían desvirtuado por completo la letra de La paloma a sabiendas de que era del agrado de Carlota. La letra modificada decía:
"Si a tu ventana llega un burro flaco;
trátalo con desprecio, que es un austriaco;
Ni siquiera lo mires por tu ventana,
porque no quiere gringos la mexicana"".
Se dice que cuando el régimen cayó a Méndez se le pidió, en una presentación, entonar los versos arreglados, a lo cual esta se negó, no sin la protesta del público.[cita requerida]
Iradier murió en 1865, sin poder disfrutar el éxito de su composición. Apenas una década después de ser compuesta es citada en la novela El Crimen del Padre Amaro, escrita en 1871 por el portugués Eça de Queiroz, se cita como  "a Chiquita, una vieja canción mexicana."[cita requerida]
Muchas fuentes, por años, y en muchos países hasta la actualidad, se consideró a "La Paloma" como canción mexicana, mito que aún prevalece en el mismo México.[cita requerida]

## Versión de Elvis Presley

El álbum Blue Hawaii certificado en platino exhibido en Graceland

El 21 de marzo de 1961 en el estudio Radio Recorders de Hollywood, California, el cantante Elvis Presley grabó una versión adaptada al idioma inglés por los compositores Don Robertson y Hal Blair titulada "No More" ("No más").  Esta nueva versión adquirió un alto nivel de popularidad debido a que constituyó una de las canciones más destacadas de la película Blue Hawaii y el álbum con la banda sonora de la misma. Elvis realizó un total de trece tomas en el estudio, utilizando la última para confeccionar el máster. 
La canción se editó junto al álbum Blue Hawaii aunque en Europa existieron ediciones en formato de disco simple con la canción que daba nombre al álbum Blue Hawaii o junto al tema Lover Doll. Asimismo se editó como sencillo en Japón. No More ingresó a varias listas europeas de éxitos en 1961. 
Años más tarde Elvis volvería a grabar la canción como separadores en la versión televisada de su concierto Aloha from Hawaii transmitido vía satélite a varios países en 1973. Esta nueva versión de No More, se compiló en dos álbumes exitosos como fueron Mahalo from Elvis y Elvis The Alternate Aloha.

### Listas
| Listas (1961)                       | Posición |
| ----------------------------------- | -------- |
| Alemania                            | 12       |
| Bélgica Ultratop 50 Singles Flandes | 7        |
| Bélgica Ultratop 50 Singles Valonia | 26       |

## Récord de grabaciones para una canción
El Libro Guinness de los récords coloca Yesterday, de The Beatles, como la canción más grabada con alrededor de 1600 grabaciones. Sin embargo, existen estimaciones de que La paloma ha sido grabada más de 2000, incluso tal vez más de 5000 veces.

## Eventos notables
- La paloma era una de las canciones favoritas de Carlota de Bélgica emperatriz de México y esposa de Maximiliano de Habsburgo, por ese motivo los juaristas se burlaron de ella con adaptación "Adiós, mamá Carlota" del autor mexicano Vicente Riva Palacio. Como consecuencia, dado que Maximiliano pertenecía a la Casa de Habsburgo, las naves de la flota naval de la Armada austrohúngara nunca tocarían la canción. La leyenda, popularizada por la película Juárez, de 1939, de que Maximiliano pidió que tocaran la canción antes de su ejecución es equivocada.
- Las primeras traducciones aparecieron ya por el año 1865 en Francia y Alemania.
- En la novela El crimen del padre Amaro, de Eça de Queirós, escrita en 1871 y publicada en 1875, se cita esta canción, de la que se reproduce parte de la letra, y la identifica como “vieja canción mexicana” que "por entonces, causaba entusiasmo".
- Una de las primeras grabaciones corresponde a la formación musical de Guardia Republicana de Francia en 1899.
- Se han creado diferentes letras en muchos idiomas. El título inglés No More fue popularizado por Elvis Presley.
- La paloma ha sido interpretada por músicos de diversos géneros incluyendo ópera, pop, jazz, rock, bandas militares y música folk.
- La canción entró en el Libro Guinness de los récords por haber sido cantada por el coro más grande del mundo, 88.600 personas, en Hamburgo el 9 de mayo de 2004.[11]
- En el cuento Cuando salí de La Habana, válgame Dios, de José Emilio Pacheco, se cita esta canción en varias ocasiones.
- La canción suena todos los días a las doce del mediodía en el carillón del Ayuntamiento de la ciudad española de Vitoria, localidad en la que falleció el compositor.
- En la telenovela mexicana Amor Real al personaje de Catalina Heredia se le asigna como tema musical La Paloma.
- En la telenovela española Acacias 38 aparecía como canción de fondo, constantemente.
- Las dos variantes de la letra de esta canción se hallan mezcladas en el soneto del escritor español Juan Pablo Mañueco, lo que combina el estribillo tradicional de La paloma con la versión mexicana en crítica a otro austriaco, en este caso Karl o Charles de Gante, el Emperador, dando lugar a La Paloma de la Guerra la trajo Karl.[12]

## Letra
Sebastián de Iradier y Salaverri (Dominio público)
1.
Cuando salí de La Habana,
¡Válgame Dios!
Nadie me ha visto salir
si no fui yo,
y una linda Guachinanga
Sí, allá voy yo,
que se vino tras de mí,
¡Que sí, señor!

Coro:

Si a tu ventana llega
una Paloma,
trátala con cariño
que es mi persona.
Cuéntale tus amores,
bien de mi vida,
corónala de flores
que es cosa mía.
¡Ay! ¡Chinita que sí!
¡Ay! ¡Que dame tu amor!
¡Ay! Que vente conmigo,
chinita, a donde vivo yo!

2.
El día que nos casemos
¡Válgame Dios!
En la semana que hay ir,
me hace reír,
desde la Iglesia juntitos,
que sí señor,
nos iremos a dormir.
Allá voy yo.

(Coro)

3.
Cuando el curita nos eche
la bendición
en la iglesia Catedral
allá voy yo,
yo te daré la manita
con mucho amor
y el cura dos hisopazos.
¡Que sí, señor!

(Coro)

4.
Cuando haya pasado tiempo
¡Válgame Dios!
De que estemos casaditos
pues sí señor,
lo menos tendremos siete,
¡Y que furor!
O quince guachinanguitos…
¡Allá voy yo!

## Intérpretes famosos
Entre los intérpretes más famosos están:
- Acker Bilk
- Albert Hammond
- Alfonso Ortiz Tirado

- Alla Pugachova
- Andre Rieu
- Beniamino Gigli
- Bill Haley & His Comets
- Billy Vaughn
- Bing Crosby
- Carla Bley
- Carlo Buti
- Caterina Valente
- Charlie Parker
- Chubby Checker
- Conchita Supervia
- Connie Francis
- Curd Jürgens
- Pérez Prado & su orquesta
- Dean Martin
- Elvis Presley (con el título "No More")
- Emilio de Gogorza
- Estela Nuñez
- Eugenia León
- Frankie Laine con Michel Legrand
- Freddy Quinn
- Hans Albers
- Harry Belafonte
- Heino
- Hugo Avendaño

- Ilse Werner
- James Last
- Jelly Roll Morton
- Joan Baez
- Jorge Negrete
- Juan Arvizu
- Julio Iglesias
- Laurel Aitken
- Libertad Lamarque
- Luciano Pavarotti
- Luis Mariano
- Maria Callas
- Marietta Alboni (La paloma estrenada por l'Alboni)
- Marta Kubišová, (en checo, con el título "Volám na shledanou")
- Merle Haggard
- Mills Brothers
- Mireille Mathieu
- Nana Mouskouri
- Paloma San Basilio
- Pedro Vargas
- Perry Como
- Peter Anders
- Plácido Domingo
- René Kollo
- Richard Tauber
- Rosita Serrano
- Rozalén
- Sandro
- Inma Serrano, en 2024 la graba en diversos idiomas.
- Sumi Jo
- Victoria de los Ángeles
- Zhou Xuan

## Películas
La paloma es utilizada en las bandas sonoras de las siguientes películas:
- The Private Life of Don Juan, 1934.
- La Paloma, Ein Lied der Kameradschaft, 1934.
- Juárez, 1939.
- Große Freiheit Nr. 7 (Gran libertad No 7), 1944, con Hans Albers.
- La Marca del Zorrillo, 1950, Interpretada por Germán Valdés "Tin Tan".
- Habanera, España 1958, dirigida por José María Elorrieta. Versión de La paloma por Los Xey.
- La Paloma, Alemania 1958, con Louis Armstrong como protagonista pero sin cantar La paloma.
- Freddy, die Gitarre und das Meer, 1959, con Freddy Quinn.
- Adua e le compagne, 1960.
- Freddy und der Millionär, 1961, con Freddy Quinn.
- Blue Hawaii, 1961, Elvis Presley cantando "No more".
- El padrino: Parte II, 1974.
- Moscú no cree en lágrimas, 1979.
- Das Boot, 1981, interpretada por Rosita Serrano.
- La sala de baile, 1983, versión a ritmo de tango.
- Mortelle Randonnée, 1983, Hans Albers cantando una versión alemana.
- El pico 2, 1984. Interpretada por Rafaela Aparicio y Fernando Guillén.
- Schtonk!, 1992, con esta letra: "Hermann Hermann Willié,/ Mit 'nem Akzent auf dem E,/ Du bist die grösste Supernase/ Die ich am Bord hier seh".
- La casa de los espíritus, 1993 dirigida por Bille August Protagonizada por Jeremy Irons; Meryl Streep; Glenn Close; Winona Ryder y Antonio Banderas aparece “La paloma” en la versión de Rosita Serrano https://www.youtube.com/watch?v=qr-sGVyyJV4 marcando momentos muy importantes de la trama. (minutos 3:14;  24:33 y 2:21:23) https://www.youtube.com/watch?v=LFe3GWiEWRE&t=2681s
- El Ladrón, 1997, cantando una versión rusa.
- Der Tunnel, 2001.
- A Moment to Remember (film), 2004.
- Soul Kitchen, 2009.